# Östergötlands runinskrifter 228
Östergötlands runinskrifter 228 är en vikingatida runsten i Tuna bro, Östra Husby socken och Norrköpings kommun. 
Runstenen är av rödgrå gnejs, 1,3 meter hög, 0,5-0,6 meter bred och 0,25-0,5 meter tjock. Runhöjden är 6,5-8 centimeter. Stenen påträffades 1906 i en åker strax söder om Tuna bro. Ristningen är tydlig men inte särskilt djup.
Syftningen i ristningen är oklar, men Ofag var troligen gift med Hidingunn och Giavlög var deras dotter.

## Inskriften
Translitterering av runraden:
hiþinkun × kiafluk : rastu × f͡itiʀ · ufak : buanta · sin hilbi kuþ ant hans ·
Normalisering till runsvenska:
Heðingunnr, Giaflaug ræistu æftiʀ Ofag, boanda sinn. Hialpi Guð and hans.
Översättning till nusvenska:
Hidingunn Giavlög reste efter Ofag, sin man. Hjälpe Gud hans ande!